# José Welison
José Welison da Silva, noto anche con lo pseudonimo di Zé Welison (São Pedro, 11 marzo 1995), è un calciatore brasiliano, centrocampista del Fortaleza.

## Caratteristiche tecniche
È un mediano.

## Carriera
Cresciuto nelle giovanili del Vitória, ha esordito il 23 gennaio 2014 in occasione del match di Copa do Nordeste vinto 3-1 contro il Confiança.

## Statistiche

### Presenze e reti nei club
Statistiche aggiornate al 5 maggio 2018.
| Stagione                | Squadra                 | Campionato              | Campionato | Campionato | Coppe nazionali | Coppe nazionali | Coppe nazionali | Coppe continentali | Coppe continentali | Coppe continentali | Altre coppe | Altre coppe | Altre coppe | Totale | Totale | Totale |
| Stagione                | Squadra                 | Comp                    | Pres       | Reti       | Comp            | Pres            | Reti            | Comp               | Pres               | Reti               | Comp        | Pres        | Reti        | Pres   | Reti   |        |
| ----------------------- | ----------------------- | ----------------------- | ---------- | ---------- | --------------- | --------------- | --------------- | ------------------ | ------------------ | ------------------ | ----------- | ----------- | ----------- | ------ | ------ | ------ |
| 2014                    | Vitória                 | PD/BA+A                 | 9+21       | 2+1        | CB              | 2               | 0               | CS                 | 2                  | 0                  | CDN         | 4           | 1           | 38     | 4      |        |
| 2015                    | Vitória                 | PD/BA+B                 | 3+1        | 0          | CB              | 0               | 0               |                    | -                  | -                  | CDN         | 3           | 0           | 7      | 0      |        |
| 2016                    | Vitória                 | PD/BA+A                 | 9+13       | 0          | CB              | 3               | 0               | CS                 | 1                  | 0                  |             | -           | -           | 26     | 0      |        |
| 2017                    | Vitória                 | PD/BA+A                 | 6+7        | 0+1        | CB              | 3               | 0               |                    | -                  | -                  | CDN         | 5           | 1           | 21     | 2      |        |
| 2018                    | Vitória                 | PD/BA+A                 | 6+6        | 0          | CB              | 6               | 0               |                    | -                  | -                  | CDN         | 3           | 0           | 21     | 0      |        |
| Totale Vitória          | Totale Vitória          | Totale Vitória          | 81         | 4          |                 | 14              | 0               |                    | 3                  | 0                  |             | 15          | 2           | 113    | 6      |        |
| 2018                    | Atlético Mineiro        | A                       | 15         | 0          | CB              | 0               | 0               |                    | -                  | -                  |             | -           | -           | 15     | 0      |        |
| 2019                    | Atlético Mineiro        | M1/MG+A                 | 9+18       | 0          | CB              | 3               | 0               | CL+CS              | 7+5                | 0                  |             | -           | -           | 42     | 0      |        |
| 2020                    | Atlético Mineiro        | M1/MG                   | 7          | 0          | CB              | 1               | 0               | CS                 | 1                  | 0                  |             | -           | -           | 9      | 0      |        |
| Totale Atlético Mineiro | Totale Atlético Mineiro | Totale Atlético Mineiro | 49         | 0          |                 | 4               | 0               |                    | 13                 | 0                  |             | -           | -           | 66     | 0      |        |
| 2020                    | Botafogo                | A                       | 17         | 0          | CB              | 0               | 0               |                    | -                  | -                  |             | -           | -           | 17     | 0      |        |
| 2021                    | Botafogo                | A/RJ                    | 5          | 0          | CB              | 1               | 0               |                    | -                  | -                  |             | -           | -           | 6      | 0      |        |
| Totale Botafogo         | Totale Botafogo         | Totale Botafogo         | 22         | 0          |                 | 1               | 0               |                    | -                  | -                  |             | -           | -           | 23     | 0      |        |
| 2022                    | Sport Recife            | PD/PE+A                 | 2+31       | 0+2        | CB              | 0               | 0               |                    | -                  | -                  | CdN         | 0           | 0           | 33     | 2      |        |
| 2022                    | Fortaleza               | A                       | 27         | 2          | CB              | 5               | 0               | CL                 | 8                  | 0                  | CdN         | 4           | 2           | 44     | 4      |        |
| 2023                    | Fortaleza               | PD/CE+A                 | 3+4        | 0          | CB              | 4               | 0               | CL+CS              | 1+5                | 0+1                | CdN         | 8           | 0           | 25     | 1      |        |
| Totale Fortaleza        | Totale Fortaleza        | Totale Fortaleza        | 34         | 2          |                 | 9               | 0               |                    | 14                 | 1                  |             | 12          | 2           | 69     | 5      |        |
| Totale carriera         | Totale carriera         | Totale carriera         | 219        | 8          |                 | 28              | 0               |                    | 30                 | 1                  |             | 27          | 4           | 304    | 13     |        |

## Palmarès

### Club

#### Competizioni statali
- Campionato Baiano: 2

Vitória: 2016, 2017
- Campionato Mineiro: 1

Atlético Mineiro: 2020
- Copa do Nordeste: 2

Fortaleza: 2022, 2024
- Campionato Cearense: 2

Fortaleza: 2022, 2023